# Montalbano Elicona
Montalbano Elicona ist eine italienische Gemeinde in der Metropolitanstadt Messina in der autonomen Region Sizilien mit 2065 Einwohnern (Stand 31. Dezember 2023). Der Ort ist Mitglied der Vereinigung I borghi più belli d’Italia (Die schönsten Orte Italiens).

## Lage und Daten
Montalbano Elicona liegt 80 Kilometer südwestlich von Messina. Die Einwohner arbeiten hauptsächlich in der Landwirtschaft und in der Viehzucht. Hier wird der Käse Caciocavallo hergestellt. Außerdem wird hier Mineralwasser gewonnen.
Die Nachbargemeinden sind: Basicò, Falcone, Floresta, Francavilla di Sicilia, Librizzi, Malvagna, Oliveri, Patti, Raccuja, Roccella Valdemone, San Piero Patti, Santa Domenica Vittoria und Tripi.

## Geschichte
Die erste bekannte urkundliche Erwähnung von Montalbano Elicona stammt aus dem 11. Jahrhundert.

## Sehenswürdigkeiten
- Schloss aus dem 14. Jahrhundert, hier wohnte Friedrich II. von Aragon
- Kirche Santa Caterina aus dem 14. Jahrhundert
- Kirche San Nicola di Bari aus dem Barock